# Vibrátor (szexuális segédeszköz)

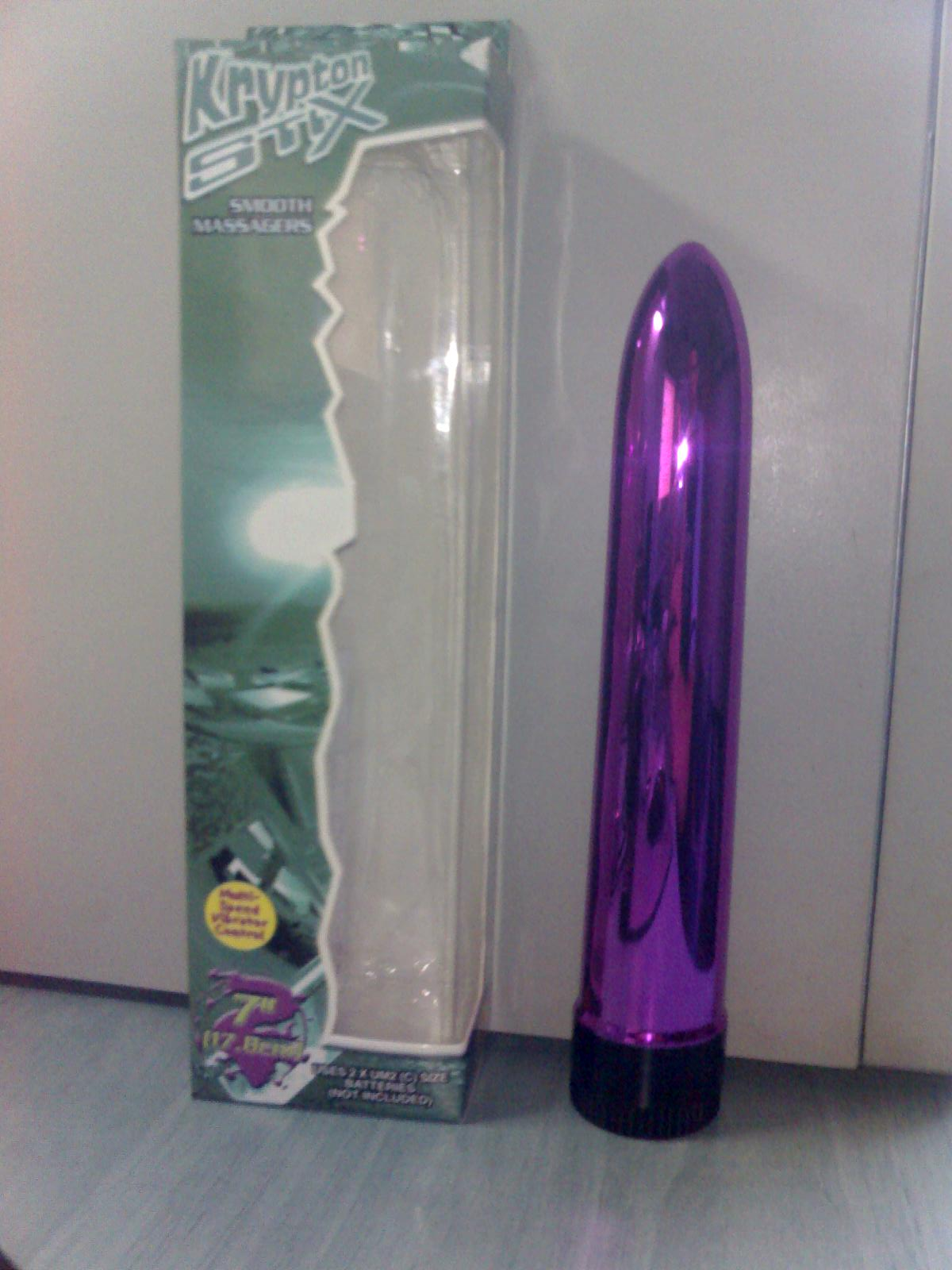
Kereskedelemben kapható vibrátor

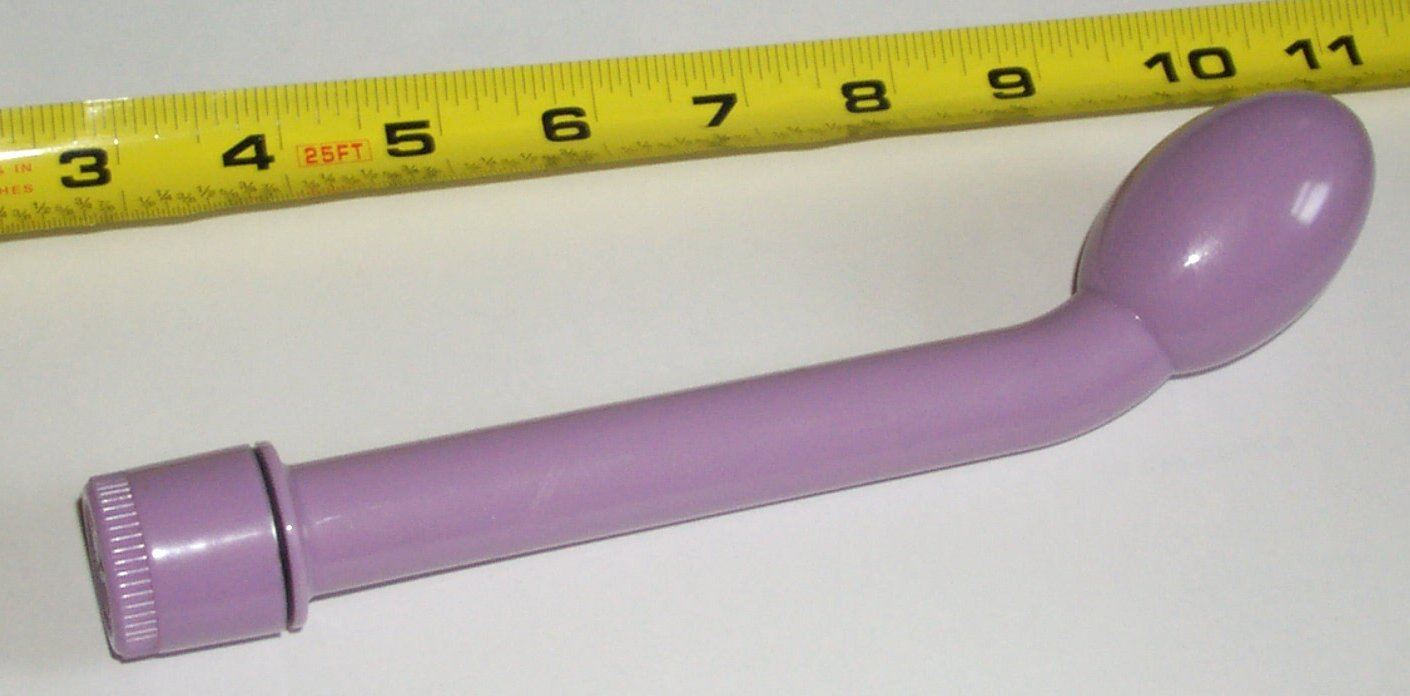
G-ponti vibrátor

A vibrátorok a bőr rezgetésére készült eszközök. Az adott területen ingerli az idegeket, ezzel erotikus élvezetet okozva. A szexuális aktus egyik segédeszköze is lehet, akár testnyílásokba való behelyezéssel is.

## Történeti áttekintés

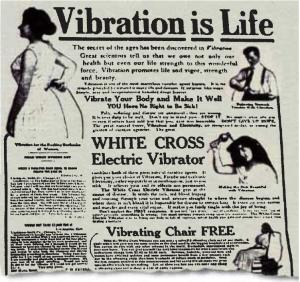
Vibrátorhirdetés 1910-ből. "The secret of the ages has been discovered in Vibration. Great scientists tell us that we owe not only our health but even our life strength to this wonderful force. Vibration promotes life and vigour, strength and beauty. … Vibrate Your Body and Make It Well. YOU Have No Right to Be Sick."

Az elektromos vibrátort az 1880-as években találták fel orvosok, akik látszólag olyan módszerrel kezelték „hisztériás” betegeiket évszázadokon át, amit a mai ember maszturbálásnak vélne. Abban az időben azonban nem csak az orvosok ismerték el a módszer szükségességét, aminek semmi köze sem volt a szexhez, sőt fáradságos és időigényes műveletnek tartották. A vibrátor gyorsabban teljesítette ezt a feladatot különösebb erőkifejtés nélkül, és ezért az orvosok körében rendkívül népszerűvé vált. A nem sokkal később megjelent otthoni változatok hasonló népszerűségre tettek szert, olyan kiadványokban megjelent hirdetésekkel, mint a Needlecraft, Woman's Home Companion, vagy a Modern Priscilla. Ezek a hirdetések eltűntek az 1920-as években, főképp a pornográfiában való megjelenésük miatt, ami előtérbe helyezte az eszközök szexuális szerepét.
„Masszírozó” név alatt vibrátorok millióit adták el mind nőknek, mind férfiaknak. A vásárlók egy része nem használta a terméket másra, mint különböző fájdalmaik csillapítására. Ennek ellenére sok embert, aki masszírozóként meghirdetett vibrátorokat vásárolt – és vélhetően a legtöbb ember, aki felnőtteknek szánt játékszerekként vásárolta őket – szexuális élvezet kiváltására használta, leginkább maszturbáció során. A vibrátorok gyakran segítik az embert könnyebben és gyorsabban orgazmushoz és gyakran intenzívebb élményt okozhat, mint a kézi stimuláció önmagában. Gyakran ajánlják szexuálterapeuták olyan nőknek, akiknek nehézségeik vannak az orgazmus elérésében hagyományos eszközökkel. Pároknál is használatos, hogy mindkét fél szexuális élményét fokozza.

## Jelenlegi helyzet
A Harper's magazinban megjelent Durex felmérés szerint a nők 46% rendelkezett vibrátorral 2006-ban. Ez piackutatásnak is minősülhet, a cég Durex Play (vibráló péniszgyűrű) terméke kapcsán.
A vibrátorok értékesítése sok USA-beli államban tiltott. Texasban, a vibrátorok és egyéb szexuális segédeszközök árusítása illegális, de számos boltban beszerezhető, amennyiben a vevő aláír egy nyilatkozatot, miszerint csak oktatási célokra használja. Továbbá, vibrátor vásárlása illegális Alabama, Mississippi, Indiana, Virginia, Louisiana és Massachusetts államokban is. Magyarországon nem illegális az árusításuk.

## Fajtái

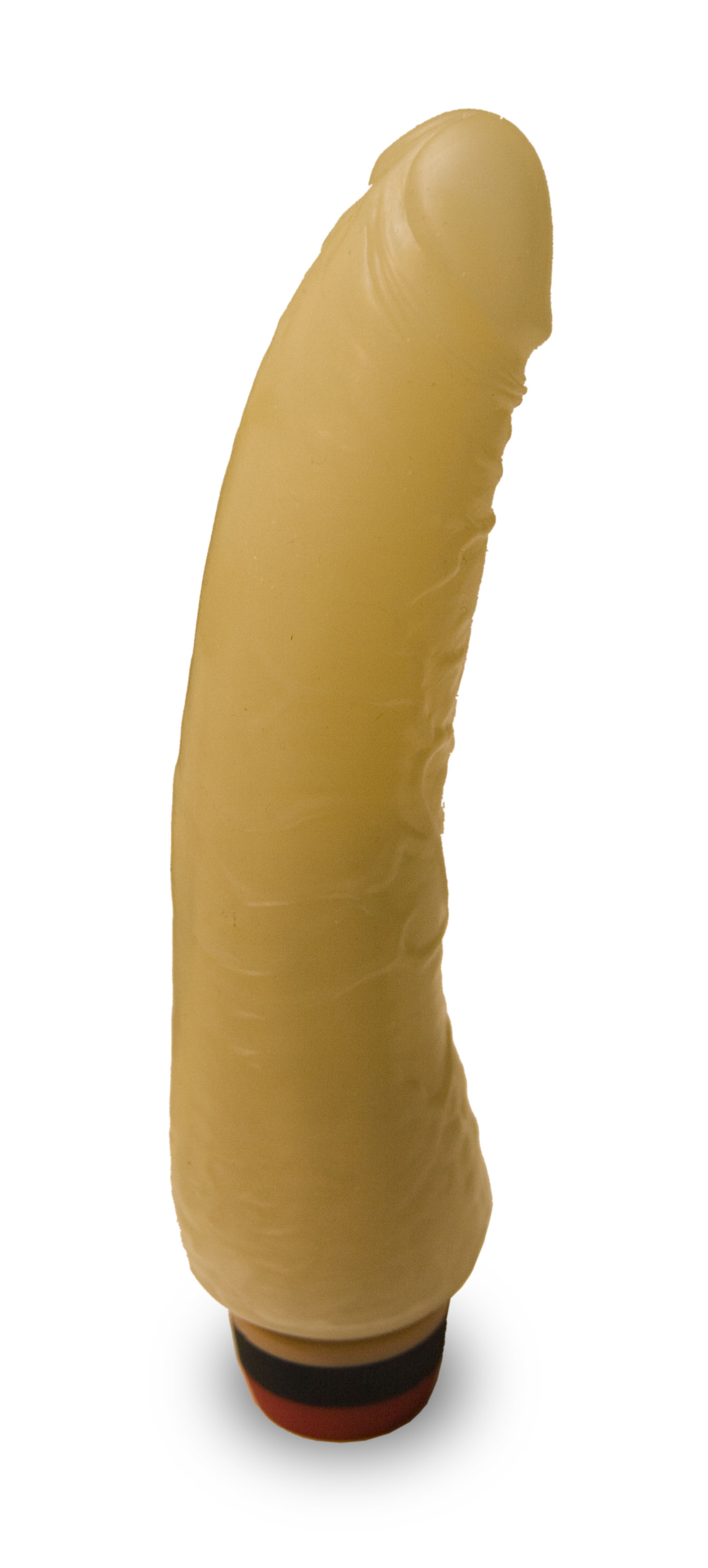
Zselés vibrátor

Vibrátorok óriási választékban léteznek, a következő kategóriákban:
- Csiklót izgató – gyakran hátmasszírozóként árulják, ezek erőteljes vibrátorok.
- Műpénisz formájú – közelítőleg pénisz formájú, készülhet műanyagból, szilikongumiból vagy latexből.
- Vízálló – használható nedves helyeken, például a zuhanyzóban. Habár vízállóként árulják, nem ajánlott a víz alá meríteni.
- "Nyúl", "Jackrabbit" vagy "Rampant Rabbit" – két ággal ellátott vibrátor, mind a hüvely, mind a csikló ingerlésére.
- G-ponti vibrátor – hasonló a klasszikus vibrátorhoz, csak görbített, gyakran zselészerű bevonattal. A görbületének köszönhetően könnyebben elérhető vele a G-pont és a prosztata.
- Szerelemtojás (Love Egg) – tojás alakú vibrátor, a csikló izgatására és a vaginába való behelyezésre egyaránt alkalmas.
- Zsebrakéta (Pocket Rocket) – henger alakú, a csikló és a mellbimbók izgatására tervezték, nem vaginális használatra.
- Álcázott – hétköznapi tárgyakat (mint rúzs, mobiltelefon stb.) formáló vibrátorok, a diszkréció érdekében.
- Anális vibrátor – anális használatra kifejlesztett vibrátor, amely a végbélbe dugva fejt ki izgató érzést. Az anális vibrátor általában vékonyabb, mint a hüvelyi vibrátor. Legjellemzőbb tulajdonsága a kiszélesedő talp, amely megakadályozza a végbélbe történő felcsúszást. Kialakítása sokféle lehet. A vékony, hosszú anális vibrátor elsősorban a vibráció révén okoz izgalmat. A vibrátorral is ellátott anális plug a vibráción túl széles kialakítása miatt teltségérzetet is biztosít a végbélben, férfiak esetében pedig erősebben ingerli a prosztatát. Az anális vibrátorok közé tartoznak a vibráló anális golyók. Ezekbe a füzérszerűen kialakított és a végbélbe felhelyezhető golyókba kis vibrátorokat építenek.
- Pillangó – derékra és lábakra erősíthető vibrátor a kéz nélküli használathoz.
- Vibráló péniszgyűrű – péniszre erősíthető vibrátor, amelyet egy péniszgyűrűre helyeznek fel a csikló ingerlés érdekében.

A legtöbb vibrátor elemmel működik, de létezik hálózati feszültséggel működő is, ami tápegységen keresztül működtethető.

## A vibrátorok anyaghasználata
A vibrátorok különböző alapanyagokból készülhetnek, ami a használatukat is befolyásolhatja. Ezek a következők lehetnek:
- Szilikon vibrátor: a leginkább használt anyag az orvosi szilikon, amely anti allergén, bőrbarát, és nagyon hasonlít az eredeti pénisz bőrének anyagára. Előnye, hogy könnyen tisztítható, de szilikonos síkosítóval nem érdemes használni, mert az kárt okozhat az eszközben.
- Zselés vibrátor: rugalmas és élethű érzést adó vibrátor, ami könnyen felveszi a test hőmérsékletét. Ugyanakkor erős az illata számos embernek zavaró lehet.
- PVC műanyag vibrátor: könnyű kezelni és tisztítani, jól vezeti a rezgést, így erőteljes vibrálásra képes. Hátránya, hogy túl kemény és rugalmatlan is lehet.
- Akril és üveg vibrátor: kimondottan tartós eszközök alapanyaga, melyek sokszor a prémium kategóriát célozzák. Előnye, hogy szagtalan és bőrbarát. Hátránya, hogy nehezen melegszik fel, a használat elején hideg érzést ad.
- Natur Skin vibrátor: a legélethűbb alapanyag, melynek tapintása puha és selymes. Hátránya, hogy vonzza a port, tisztítása nehezebb.
- Latex és gumi vibrátor: a zselés vibrátorhoz hasonló, de szilárdabb. Előnye, hogy jól vezeti a rezgést. Hátránya, hogy allergiás tüneteket produkálhat az arra érzékenyeknél és az új termékeknek erős szaguk lehet.